# Manuel Uribe Ángel
Manuel Uribe Ángel fue un médico, escritor científico, político y geógrafo colombiano, que ha sido llamado el "padre de la medicina de Antioquia" por sus contribuciones a los avances de la práctica de la medicina en Colombia y Antioquia. También fue conocido fuera del ámbito de la medicina por sus estudios y trabajos sobre la geografía y la historia de Colombia. También se desempeñó como Presidente del Estado Soberano de Antioquia (1877) y luego como senador de Colombia. Se le considera el intelectual antioqueño más importante de su época. Nació en el municipio de Envigado de la Provincia de Antioquia (Gran Colombia) el 4 de septiembre de 1822 y murió en la ciudad de Medellín, capital del departamento de Antioquia (Colombia) el 16 de junio de 1904.

## Biografía
Manuel María Uribe Ángel nació el 4 de septiembre de 1822 en La Magnolia, la hacienda de sus padres José María Uribe Arango y María Josefa Ángel Uribe, ambos provenientes de notable y educada familia del municipio de Envigado, en lo que era entonces la Provincia de Antioquia, ahora el departamento de Antioquia. Como era costumbre en aquellos tiempos, fue bautizado al día siguiente en la iglesia parroquial de Santa Gertrudis en Envigado por Felipe de Restrepo, y años más tarde confirmado en la fe católica por el primero Obispo de Antioquia Mariano Garnica y Dorjuela.

### Educación
Su educación comenzó en su ciudad natal y primero impartido por Alejo Escobar, y durante su juventud trabajó como secretario del médico Nicolás de Villa Tirado; la falta de una educación adecuada en Antioquia obligó a Uribe a salir a la capital del país, Bogotá, donde comenzó sus estudios el 18 de octubre de 1836 en el Colegio Mayor de Nuestra Señora del Rosario, donde fue alumno de su hermano Wenceslao y de su tío Pedro Uribe Arango, que eran profesores de la institución. Después de graduarse del Rosario, se trasladó a estudiar medicina en la Universidad Central de la República, donde se graduó el 9 de diciembre de 1844 como Doctor en Medicina y Cirugía.
Después de graduarse, se trasladó por un tiempo corto de nuevo a Antioquía, pero pronto comenzó a viajar, viviendo en Quito (Ecuador) donde recibió un doctorado honoris causa en Medicina por la Universidad Central del Ecuador, de allí pasó al Perú, los Estados Unidos, y finalmente a París (Francia), donde vivió durante dos años especializándose su formación médica. A su regreso a Antioquia se casó con Magdalena Urreta Saldarriaga en 1854, y permaneció en el país por un buen tiempo practicando la medicina, siendo en ese momento un hombre famoso en su campo.
Manuel Uribe Ángel desarrolló una fama reconocida no sólo como médico, sino como un hombre sociable, intelectual y versátil. En 1871, después de la creación del Departamento de Medicina de la Universidad de Antioquia, se incorporó a la institución como profesor de medicina, francés, anatomía humana, física, residentes, entre otros. Fue miembro fundador, primer y tercer presidente de la Academia de Medicina de Medellín, y durante el primer Congreso Nacional de Medicina de Colombia fue designado presidente honorario de la congregación. Igualmente perteneció a la Academia Colombiana de la Lengua (española), y de la Academia Colombiana de Historia, y el 2 de diciembre de 1903 fue nombrado primer presidente de la Academia de Historia de Antioquia.
No obstante, jamás abandonó sus otros intereses científicos especialmente los referentes a la geografía, en los cuales invirtió mucha parte de su tiempo. Por igual le apasionaba la historia y sobre ella dejó un legado de investigaciones y escritos que levantó mucha tinta entre los intelectuales de su tiempo. Su interés por estos temas le permitió escribir y publicar en Francia el Compendio de historia y geografía de Antioquia (1885), libro que se convirtió en un referente historiográfico para sus herederos intelectuales en la Academia Antioqueña de Historia.

### Política
En 1875 viajó de nuevo a los Estados Unidos, esta vez no sólo como un simple turista sino como representante de su gobierno frente al de los Estados Unidos para la ocasión del centenario de la muerte de Miguel de Cervantes Saavedra. En esta ocasión, también viajó a México y las Antillas, y a su regreso al país, debido a los acontecimientos de la guerra civil colombiana de 1876, y las guerras similares ocurridas a partir de entonces, comenzó a aventurarse en el campo de la política como miembro del Partido Liberal Colombiano.
En 1877 Uribe participó como diputado de Antioquia durante la Asamblea Constituyente, convirtiéndose en su presidente, y el 10 de abril de ese año fue elegido presidente del Estado Soberano de Antioquia, uno de los que constituían los Estados Unidos de Colombia. Su administración fue desafiada por las crecientes tensiones entre liberales y conservadores, pues siendo Antioquia un estado conservador era atacada por el gobierno federal Liberal, y bajo la dirección militar de Julián Trujillo Largacha, quien sucedió a Uribe el 31 de octubre de 1877 en el poder después de derrotar a las fuerzas conservadoras.
Uribe Ángel fue enviado al Estado Soberano de Panamá para representar Antioquia en la ceremonia de inauguración de las obras del canal de Panamá el 1 de enero de 1880. En 1882, como miembro del Partido Liberal, Uribe Ángel fue elegido senador de Colombia.

### Muerte
Manuel Uribe Ángel murió el 16 de junio de 1904 en Medellín a la edad de 81 años. Había estado ciego sus últimos siete años, y sólo le sobrevivió su viuda Magdalena, ya que nunca tuvieron hijos. Después de su muerte, su cuerpo fue enterrado en el cementerio de San Pedro. Su mausoleo tiene el mapa del departamento de Antioquia ya que fue una de las primeras personas que trazó la cartografía del territorio antioqueño.

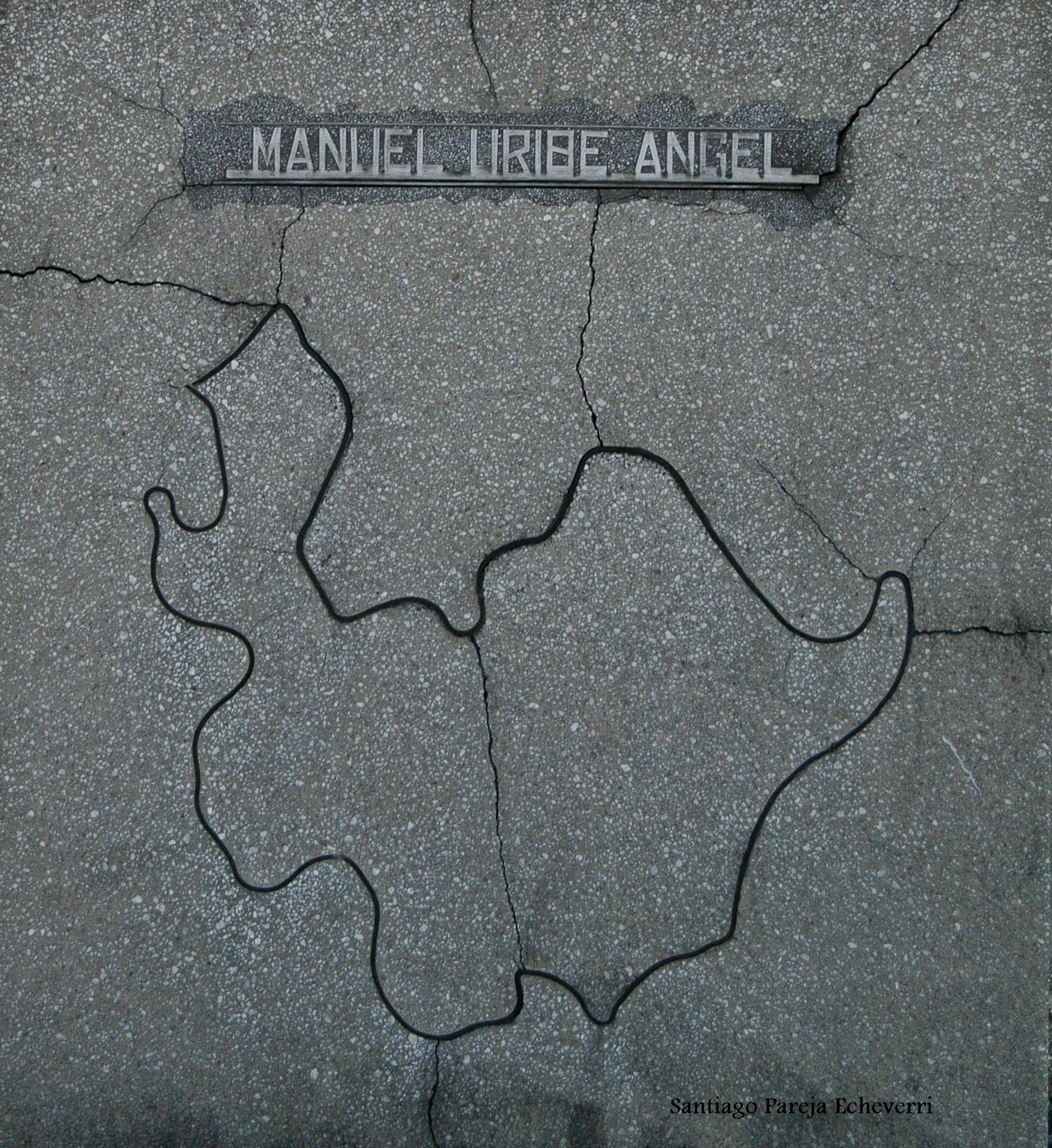
Tumba de Manuel Uribe Ángel, Cementerio San Pedro.

La imagen de Uribe Ángel ilustró en muchas ocasiones las revistas de la época; su cabellera blanca se volvió un ideal de vejez, y su cosmopolitismo, ligado al respeto intelectual que obtuvo de sus contemporáneos, dio aliento a los escritores de la región para publicar un libro que lleva por título: Manuel Uribe Ángel y los literatos antioqueños de su época (1937).
Su memoria se mantiene viva como un hombre de sabiduría y de ciencia; el Congreso de Colombia aprobó una ley conmemorando su muerte y la asignación de una dotación especial para realizar dos pinturas al óleo en consagración su imagen, una para la viuda y la otra que se instaló en la Biblioteca de Zea. en su ciudad natal de Envigado hay tanto un hospital y un centro de enseñanza para la educación secundaria que lleva su nombre.
La Academia de Historia de Antioquia, honró su contribución mediante la creación de la medalla Orden del Centenario de Manuel Uribe Ángel, que otorga a las personas que contribuyen a la historia de Antioquia, su estudio o su conservación.

## Algunas posiciones y cargos
- Cofundador de la Universidad de Antioquia.
- Gobernador de Antioquia.
- Senador de la República.
- Miembro cofundador y primer presidente de la Academia de Medicina de Antioquia.
- Fundador de la Academia Antioqueña de Historia en 1903.
- Fundador de la Academia de Medicina de Medellín.
- Fundador del Museo de Zea, hoy Museo de Antioquia.

## Obras publicadas
Algunas de sus obras publicadas tanto en vida como en forma póstuma fueron:
- Reflexiones en viaje: la cruz de Barbacoa (1875).
- Las empresas del señor Cisneros (1880).
- La medicina en Antioquia (1881).
- Colón - América - Medellín (1892).
- Un episodio colombiano (1883).
- Compendio de geografía general del estado de Antioquia (1887).
- Biografía del Dr. Alejandro Eduardo Restrepo y Callejas (1899).
- Monumento al salvador del mundo (1901).
- Recuerdo de mi viaje de Medellín a Bogotá (1904).
- Medicina en Antioquia (1936).
- Discursos y páginas históricas (1973).
- Antología del temprano relato antioqueño (1995).